# 33 Leonis
33 Leonis är en gulvit stjärna i stjärnbilden Lejonet.
33 Leonis har visuell magnitud +7,95 och kräver fältkikare för att kunna observeras. Den befinner sig på ett avstånd av ungefär 255 ljusår.